# Chó Turnspit
Con chó Turnspit là một giống chó chân ngắn, thân dài được nuôi để chạy cối xay, được gọi là một turnspit hoặc là chó cối xay, để xoay thịt. Loại chó này hiện đã tuyệt chủng. Chó Turnspit được đề cập trong Of English Dogs năm 1576 dưới cái tên "Turnespete".* Hồi ký của William Bingley về các loài động vật bốn chân ở Anh (1809) cũng nói về một con chó làm việc để giúp đầu bếp và các phụ bếp. Nó còn được gọi là Kitchen Dog, Cooking Dog, the Underdog và Vernepator. Trong phân loại chó của thế kỷ 18 của Linnaeus, nó được liệt kê với cái tên Canis vertigus. Loài này đã biến mất vì nó được coi là một giống chó tầm thường và phổ biến mà không có bản ghi chép, nguyên bản của giống chó này được lưu trữ lại. Một số nguồn tin xem xét các Turnspit một loại Chó sục Glen of Imaal, một số lại cho rằng giống chó này là họ hàng của Chó Corgi Wales.

## Xuất hiện
Turnspit được mô tả là "một giống chó dài, thần hình gồ ghề và các chân xấu xí, với một ánh mắt mập mờ, lộ vẻ không vui của chúng". Delabere Blaine, một bác sĩ thú y thế kỷ 19 (và tự xưng "cha đẻ của các bệnh về chó"), đã phân loại giống chó này tương đồng với như một giống chó có nguồn gốc từ Tây Ban Nha. Thông thường, chúng có ngoại hình có một sọc trắng chạy xuống trung tâm khuôn mặt của chúng.